# Lípa v Srní
Lípa v Srní je památný strom lípa malolistá (Tilia cordata) v Srní, místní části obce Stráž nad Ohří v okrese Karlovy Vary v Karlovarském kraji. Hraniční strom roste v Srní v těsné blízkosti potoka při severním okraji Přírodního parku Stráž nad Ohří. Strom má mohutný, výrazně zploštělý, nízký a šikmo rostoucí kmen o obvodu 670 cm. Kmen se v širokém sedle ve výšce 2,5 m dělí do dvou silných kosterních větví. Koruna stromu sahá do výšky 25,5 m (měření 2014). Stáří lípy bylo v roce 2006 odhadováno na 250 let.
Lípa je chráněna od roku 2006 jako esteticky zajímavý strom, významný stářím a vzrůstem.

## Stromy v okolí
- Hrzínská lípa
- Lípa ve Stráži